# Zelotes kukushkini
Zelotes kukushkini este o specie de păianjeni din genul Zelotes, familia Gnaphosidae, descrisă de Mykola M. Kovblyuk în anul 2006.
Este endemică în Ucraina. Conform Catalogue of Life specia Zelotes kukushkini nu are subspecii cunoscute.